# Tội phạm

Hình vẽ người phạm tội trộm cắp

Tội phạm là hành vi vi phạm mang tính chất nguy hiểm cho xã hội, đi ngược lại với chuẩn mực đạo đức xã hội và trật tự xã hội. Các cá nhân, tổ chức phạm tội khi bị phát hiện sẽ bị truy cứu trách nhiệm và sẽ phải chịu các hình phạt theo quy định của bộ luật hình sự.
Theo cách hiểu trên, tội phạm là hành vi gây tổn hại cho xã hội. Một cá nhân tội phạm thực hiện hành vi phạm tội của mình sẽ gay ra thiệt hại cho một cá nhân khác hoặc tập thể khác về vật chất hoặc nghiêm trọng hơn là sinh mệnh con người.

## Tội phạm ởViệt Nam
Chương III Điều 8 của bộ luật hình sự nước Cộng hòa Xã hội chủ nghĩa Việt Nam số 100/2015/QH13 quy định:
1. Tội phạm là hành vi nguy hiểm cho xã hội được quy định trong Bộ luật hình sự, do người có năng lực trách nhiệm hình sự hoặc pháp nhân thương mại thực hiện một cách cố ý hoặc vô ý, xâm phạm độc lập, chủ quyền, thống nhất, toàn vẹn lãnh thổ Tổ quốc, xâm phạm chế độ chính trị, chế độ kinh tế, nền văn hóa, quốc phòng, an ninh, trật tự, an toàn xã hội, quyền, lợi ích hợp pháp của tổ chức, xâm phạm quyền con người, quyền, lợi ích hợp pháp của công dân, xâm phạm những lĩnh vực khác của trật tự pháp luật xã hội chủ nghĩa mà theo quy định của Bộ luật này phải bị xử lý hình sự.
2. Những hành vi tuy có dấu hiệu của tội phạm nhưng tính chất nguy hiểm cho xã hội không đáng kể thì không phải là tội phạm và được xử lý bằng các biện pháp khác.

## Đặc điểm của tội phạm
Tính nguy hiểm cho xã hội (khác với Tính trái với luật hình sự của Bộ luật Hình sự Việt Nam Cộng Hòa năm 1972)
Tính có lỗi (lỗi cố ý hoặc vô ý).
Do chủ thể có năng lực trách nhiệm hình sự thực hiện (về độ tuổi, năng lực nhận thức...).
Phải chịu trách nhiệm hình sự về hành vi đó (chịu hình phạt tù...).
Tại Việt Nam một hành vi được xem là tội phạm khi nó có đầy đủ các yếu tố sau: hành vi đó phải được quy định (có thể mô tả hành vi) trong bộ luật hình sự năm 1999, người thực hiện hành vi phạm tội phải là người có năng lực trách nhiệm hình sự, hành vi đó xâm phạm đến khách thể được pháp luật bảo vệ, lỗi của người thực hiện hành vi phạm tội có thể là lỗi cố ý (cố ý trực tiếp hoặc cố ý gián tiếp) hoặc vô ý (vô ý do cẩu thả hoặc vô ý do quá tự tin).
-Tính nguy hiểm cho xã hội: đây là đặc điểm cơ bản nhất, quan trọng nhất.

## Phân loại tội phạm
Căn cứ vào tính chất, mức độ nguy hiểm cho xã hội của hành vi phạm tội, pháp luật hình sự Việt Nam chia tội phạm thành bốn loại:
- Tội phạm ít nghiêm trọng.
- Tội phạm nghiêm trọng.
- Tội phạm rất nghiêm trọng.
- Tội phạm đặc biệt nghiêm trọng.

## Ở các quốc gia khác
Hầu hết luật pháp của các quốc gia đều quy định những hành vi được xem là tội phạm trong luật hình sự của nước mình.